# Hasan Ibn Sabbah

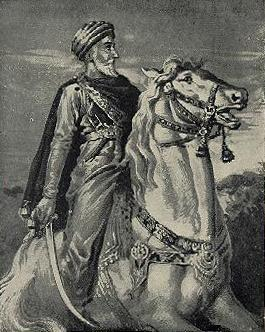

Hasan Sabbah (1050-1124) (persană حسن صباح) a fost un Șeic arab șiit-nizarit care a cucerit în numele islamismului - conform interpretării sectei sale - zone din nord-vestul Persiei (astăzi Iran), la finele secolului al XI-lea și stabilind un nucleu de rezistență împotriva fostului coleg și susținător, sultanul selgiukid, în jurul temutei fortărețe Alamut. Sabbah este și fondatorul ramurii șiite a ismailismului nizarit, un organizator excelent și un teolog incisiv care a creat sângerosul ordin terorist al Asasinilor (în arabă „Hașișiin”, „Fumătorii de hașiș).

## Copilăria
Hasan Sabbah s-a născut în orașul persan Qom, în jurul anului 1050, într-o familie arabă de șiiți duodecimani. Tatăl său, de origine yemenită, Ali bin Muhammad bin Ja’far  al-Sabbah al-Himyari, emigrase împreună cu familia sa în Persia din orașul irakian Al-Kufa. Ulterior nașterii lui Hasan, familia acestuia s-au mutat în Rayy (astăzi Teheran), de altfel un oraș care a suferit în timp multiple transformări și care a fost martorul a nenumărate tentative de convertire a locuitorilor de către misionari a diverse secte și curente religioase de factură islamică. În acest creuzet al dogmelor, de cele mai multe ori divergente, tânărul Hasan Sabbah a dezvoltat un interes aparte pentru metafizică și misticism, aderând într-o primă fază șiismului duodeciman. De la vârsta de 7 ani, Sabbah a studiat în particular, într-o manieră auto-didactă, diverse științe și aptitudini, devenind până la vârsta de 17 ani, maestru în chirologie, limbi străine, filosofie, astronomie și geometrie.
Rayy era în perioada adolescenței lui Hasan un centru important pentru activitățile misionarilor ismailiți din centrul Persiei (regiunea Jibal). Mișcarea ismailită era una emergentă în Persia la jumătatea secolului XI, fiind o emanație dirijată de califul-imam Al-Mustansir din Cairo, capitala califatului fatimid. Se presupune că succesul misionarismului ismailit în Persia, s-a datorat în mare parte agresivității turcilor selgiukizi, care de altfel dominau întreaga regiune prin interpuși, majoritatea neagreați de populația locală de origine arabă sau persană. Misiunea religioasă ismailită era eșalonată în trei straturi, cea mai de jos fiind reprezentată de fida’i, urmată de rafik și în final, da’i. Această metodă de organizare l-a inspirat ulterior pe Sabbah în crearea propriilor structuri organizatorice. În Rayy, tânărul Hasan cunoaște ismailismul șiit, doctrină ce la început nu îl impresionează, dar în timp, respectul său pentru respectiva doctrină crește, acesta participând la numeroase dezbateri religioase. Impresionat în mare parte de convingerea de nezdruncinat a misionarilor ismailiți, Hasan Sabbah își începe propria cercetare a doctrinelor ismailite, pentru a deveni la rândul său șiit ismailit.

## Convertirea la șiismul ismailit
La vârsta de 17 ani, Hasan se convertește la ismailism și jură credință califului fatimid din Cairo, Al-Mustansir. Stilul auster și devotamentul sincer al lui Hasan îl aduc în atenția misionarului responsabil de eforturile ismailite din regiunea sa, pe numele său Abdu l-Malik ibn Attash. Ibn Attash, impresionat de tânărul Hasan, îl numește ca adjunct al său și-l sfătuiește să meargă la Cairo pentru a-și aprofunda studiile. Cu toate acestea, din motive necunoscute, Hasan are nevoie de mai mult de 2 ani pentru a ajunge în Cairo. În acest timp, Hasan pleacă într-o lungă călătorie, a cărei mare miză pare a fi cunoașterea popoarelor învecinate țării lui, a obiceiurilor acestora și nu în ultimul rând cunoașterii sinelui. Deși există informații puține legate de această călătorie se știe că Hasan a trecut prin Azerbaidjan, Armenia (unde a fost dat afară dintr-un oraș după o ceartă aprinsă cu câțiva preoți creștini), Iraq, Siria pentru a trece din Palestina în Egipt, în jurul datei de 30 august 1078 (datarea îi aparține lui Rașid al-Din Hamadani în 1310). Din nou, nu este foarte clar cât timp a stat în Egipt, dar majoritatea surselor converg asupra perioadei de 3 ani.
În timpul petrecut la Cairo, învățând și predicând, Hasan Sabbah devine deosebit de iritant pentru vizirul armatei, Badr al-Jamali. Se presupune că motivul pentru care Hasan devenise incomod era apropierea dintre acesta și calif, apropiere ce nu subscria jocurilor de putere de la curtea sultanului. Până la urmă, susținerea arătată de Hasan pentru moștenitorul tronului fatimid, Nizar, atrage asupra lui Sabbah furia vizirului Al-Jamali care îl aruncă în temniță. Datorită unui episod bizar, în care minaretul închisorii unde acesta era reținut se prăbușește, Hasan este urcat pe o corabie și deportat din Egipt. Acesta abia scapă cu viață din naufragiul vasului și își încheie călătoria prin Siria și Iraq, în 1081, la Isfahan (devenit centrul ismailismul în Persia).

## Întoarcerea în Persia
După revenirea în Persia, viața lui Hasan devine complet devotată cauzei ismailite și misiunii acestuia de predicator, dar inevitabil, inadvertențele dintre ismailismul șiit și legea selgiukidă au dus la o confruntare în care Sabbah avea să joace un rol central. Alarmat de mărirea numărului adepților șiiți în arealul din nord-vestul Persiei, sultanatul selgiukid decide suprimarea sectei și trece la incursiuni în zonele locuite de ismailiți. Efectul scontat de războinicii selgiukizi nu a decurs conform planurilor, adepții ismailiți retrăgându-se mai adânc în munții Alborz din nord-vestul Persiei, unde împreună cu noul lor lider Hasan Sabbah, plănuiesc o răzbunare cumplită.
Hasan aveau un set complex de motive pentru care nu putea tolera ocupația selgiukidă. Ca șiit ismailit nu putea tolera fervoarea religioasă sunnită, ostilitatea turcilor față de șiiți precum și țelul acestora de a distruge califatul fatimid. Revolta lui Hasan avea ca motiv și prezența unor resentimente la adresa cuceririi selgiukide, ocupație văzută de arabi dar în mare parte de persani, ca fiind una străină de cultura lor. Toate acestea, suprapuse necesității de reafirmare a culturii și identității ismailiților persani, duc la începutul secolului al XII-lea la înlocuirea limbii arabe cu persana în practicile religioase ale grupării șiite. Întrucât mișcarea ismailită creștea în numere dar și influență, în pofida incursiunilor selgiukide, construirea unui bastion inexpugnabil devenise mai mult decât necesară. Astfel, ocuparea  fortăreței Alamut devine principalul obiectiv al lui Hasan Sabbah, care împreună cu adepții săi convertesc zonele adiacente fortăreței, ca ulterior printr-un vicleșug să obțină fortăreața. Legendele din spatele fortăreței sunt multe, nici una cu adevărat precisă; odată cu ocuparea castelului, secta ismailită devine de neoprit.

## Ordinul Hashasin
Hasan Sabbah organizează o veritabilă aripă militară a ismailiților care timp de 2 ani, conduce nenumărate asasinate împotriva selgiukizilor. Perioada de succese ale ismailiților duce la perfecționarea tehnicilor morbide de asasinat dar și la clădirea unui stat ismailit persan în vecinătatea sultanatului selgiukid, prin exercitarea unui control absolut asupra membrilor sectei dar și asupra unui număr de fortărețe puternice aflate în munții din nordul Persiei. În 1092, incursiuni majore ale selgiukizilor au ca rezultat asasinarea vizirului Nizam al-Mulk, un inamic învederat al lui Sabbah, precum și la scurt timp uciderea sultanului selgiukid de atunci de către asasini ismailiți (fida’i). Profitând de haosul creat de această campanie sinistră de asasinate la comandă, Hasan își consolidează definitv poziția în nord-vestul Persiei, ocupând majoritatea castelelor, orașelor și pasurilor montane din regiune, conectându-le printr-un sistem administrativ eficient, independent din toate punctele de vedere. Moartea califului Al-Mustansir, în 1094, a dus la o dispută ce a generat o schismă în sânul ismailiților, împărțindu-i în nizariți și mustaliți, de la numele reprezentanților celor două facțiuni rivale; pe marginea ducerii mai departe a imamatului ismailit. Hasan Sabbah, care devenise liderul incontestabil al ismailiților persani și care deja adoptase o politică independentă, l-a sprijinit pe Nizar, cel mai în vârstă fiul al lui Al-Mustansir desemnat ca succesor. În acest fel Sabbah rupe legăturile cu califatul șiit fatimid precum și cu administrația misionarilor ismailiți din Cairo, fondând astfel un stat nizarit independent în Persia.
Din afară, doctrina lui Hasan Sabbah și a ismailiților săi persani nizariți, părea a fi o nouă învățătură în contradicție cu vechea învățătură fatimidă. De fapt, noua învățătură nu era decât o reformulare a doctrinei șiite (ta’lim), de altfel învățătura centrală a ismailiților. Deși Sabbah nu i-a învins definitiv pe selgiukizi, statul creat de el a supraviețuit morții acestuia în 1124. Spre sfârșitul vieții, Hasan l-a chemat pe cel mai capabil locotenent al său, Kia Buzurg-Umid, și l-a numit ca succesor.

## Moștenire
Un organizator eficient și un strateg de renume, Hasan Sabbah era și un teolog bine antrenat. Trăia o viață foarte austeră, cunoscând întreg Coranul precum și majoritatea textelor religioase șiite. Istoricii persani spun că în 34 de ani în care a stăpânit castelul Alamut, nu a coborât niciodată din fortăreața ce-l ascundea de restul lumii. Cu toate acestea, varianta nizarită a ismailismului ce a dat naștere primei societăți secrete din lume, ordinul asasinilor, nu avea să rămână în Persia. Un inițiat în doctrina lui Sabbah avea să ducă ismailismul în vestul Siriei, unde a obținut un cap de pod, ce cu greu a putut fi eradicat; numele acestuia este Rașid ad-Din Sinan.